# Xian de Dawu (Sichuan)
Pour les articles homonymes, voir Dawu.

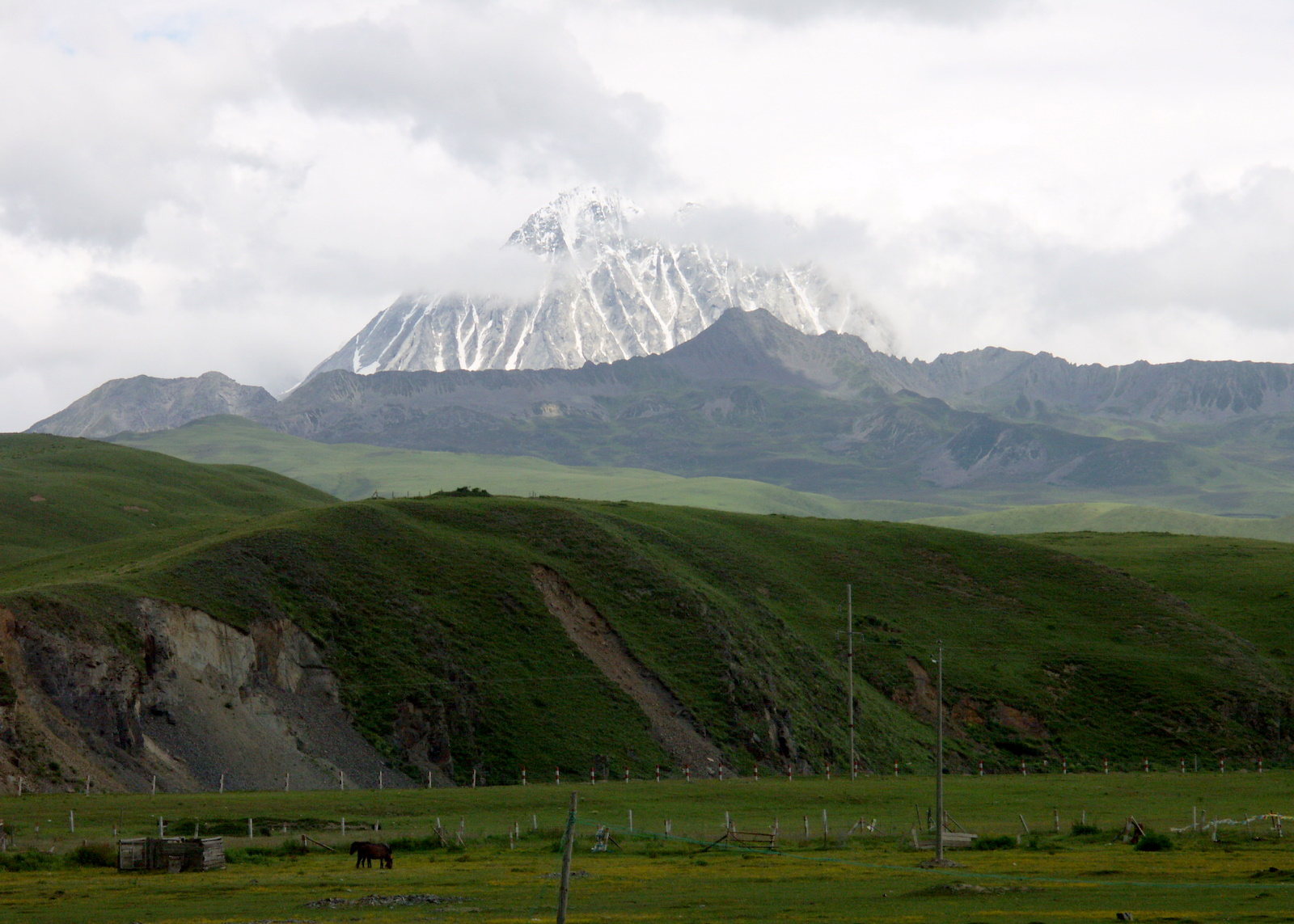
Le Mont Yala

Le xian de Dawu (chinois : 道孚县 ; pinyin : Dàofú xiàn) ou Ta'u dzong (tibétain : རྟའུ་རྫོང, Wylie : rta 'u rdzong, pinyin tibétain : Da'u zong ou Dawu zong, THL : Tawo dzong) est un district administratif de la province du Sichuan en Chine. Il est placé sous la juridiction de la préfecture autonome tibétaine de Garzê.

## Historique
Pendant l'invasion Dzoungar du Tibet et du Kham, est construit en 1729, le Garthar Gompa, un important monastère du kham.  
Tsewang Norbu, un moine du monastère de Nyitso âgé de 29 ans, s'immole par le feu et meurt le 15 aout 2011. Selon l'organisation Free-Tibet, Tsewang Norbu s'est immolé pour réclamer le retour du dalai-lama. Par contre l'agence officielle Chine nouvelle indique que « la raison pour laquelle il s'est brûlé n'est pas claire ».
Le 20 mai 2015, Tenzin Gyatso, père de quatre enfants, s'est immolé à l'extérieur d'une salle de réunion du gouvernement dans la ville de Khangsar du comté de Tawu. Des sources indiquent que les forces de police sont arrivées en quelques minutes pour confisquer son corps. Le lendemain, les autorités ont informé la famille que leur proche était mort et incinéré au cours de la nuit, privant la famille de la possibilité de l'incinérer selon les traditions tibétaines. Les Tibétains de Tawu s'étaient réunis quelques jours avant l'incident pour affirmer l'identité et la culture tibétaine en hommage au dalaï-lama qui va avoir quatre-vingts ans en juillet. Un grand nombre de fonctionnaires de police et de para-militaires chinois ont envahi la ville ce jour-là et battu les habitants. Les Tibétains qui protestaient ont été arrêtés,.

## Démographie
La population du district était de 45 189 habitants en 1999.

## Personnalité
- Lobsang Palden, (1951-2019), un célèbre chanteur tibétain exilé y est né.